# C/2018 Y1 (Iwamoto)
C/2018 Y1 (Iwamoto) är en komet som upptäcktes av den japanske amatörastronomen Masayuki Iwamoto den 20 december 2018. Den har en nästan parabolisk bana som är retrograd.
Periheliepassagen skedde den 7 februari 2019. Den passerade närmast Jorden den 13 februari 2019. Den förväntas nå en maximal ljusstyrka på mellan visuell magnitud 6,5 och 7,5, vilket gör att den blir möjlig att se även i en vanlig fältkikare.

Animation av kometen C/2018 Y1s bana Merkurius ·        Venus ·       Jorden ·       Mars ·        C/2018 Y1
Animation av kometen C/2018 Y1s bana åren 1600-2500 Solen ·        Uranus ·        C/2018 Y1